# Giuda Iscariota
Giuda Iscariota (in ebraico יהודה איש־קריות‎?, Yəhûḏāh ʾÎš-qəriyyôṯ in arabo يهوذا الإسخريوطي‎?; Kerioth, ... – Gerusalemme, 26-36), figlio di Simone, è stato uno dei dodici apostoli di Gesù, colui che secondo il Nuovo Testamento lo ha tradito per trenta denari (Matteo 26:14-16) attraverso il gesto di un bacio.

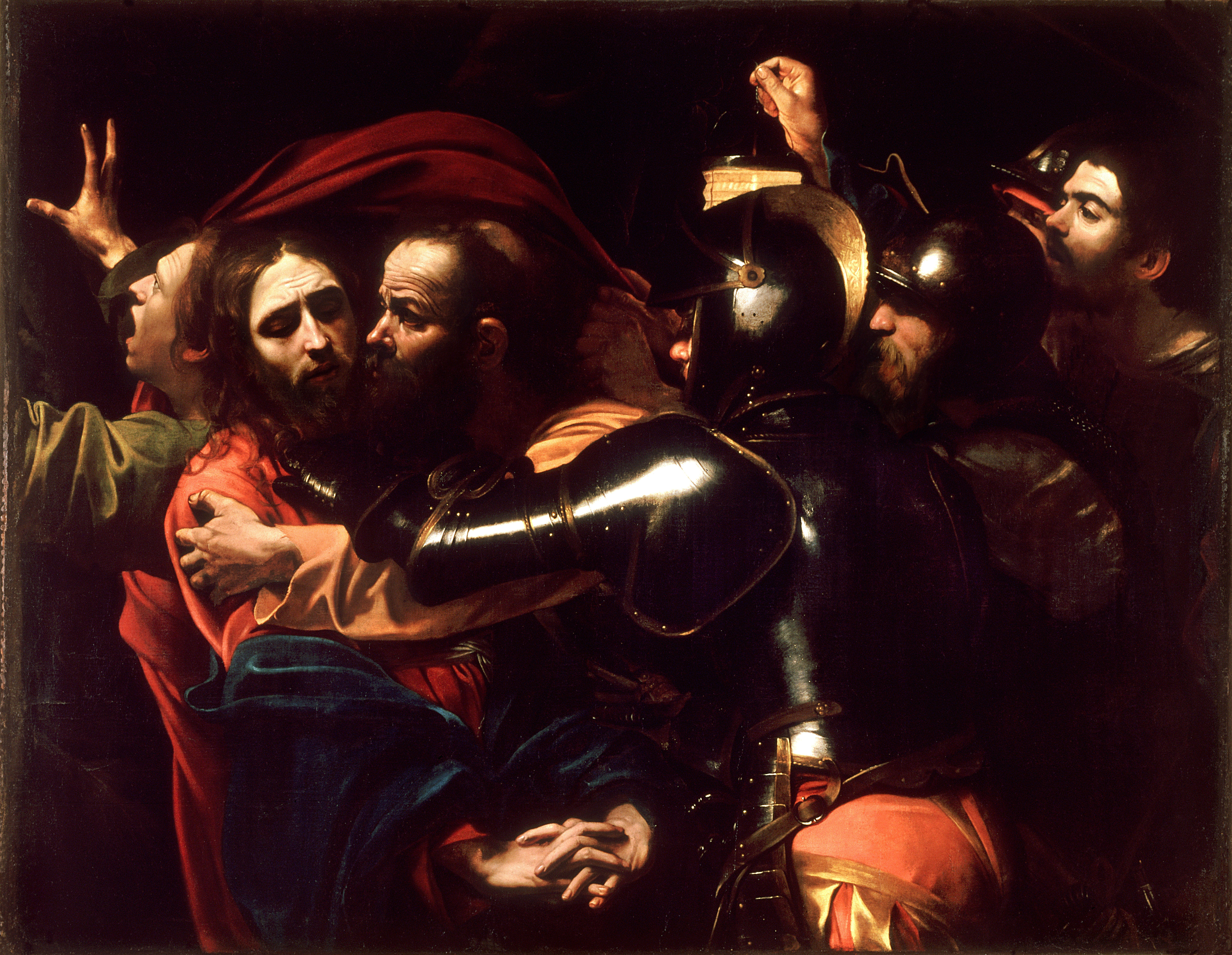
Il bacio di Giuda, nella Cattura di Cristo di Caravaggio

L'Iscariota è quindi una figura chiave durante la passione di Gesù (la notte del giovedì santo); successivamente al tradimento commette suicidio tramite impiccagione, essendo perseguitato dalla colpa, tuttavia le fonti che riportano tali eventi sono in contraddizione e non riconosciute come storicamente valide. La comunità cristiana lo ritiene l'uomo simbolo del tradimento. L'esatto significato del nome Iscariota è sconosciuto, anche se alcune interpretazioni hanno suggerito che il termine potrebbe indicare «uomo di Kariot» (ish Kariot). Secondo altri potrebbe derivare dal persiano Isk Arioth, ovvero «colui che serve» oppure «colui che sa».
Giuda Iscariota non va confuso con gli omonimi Giuda Taddeo (fratello di Giacomo il Minore) e nemmeno con il quarto figlio di Giacobbe fondatore della tribù di Giuda.

## Eventi narrati nei testi canonici

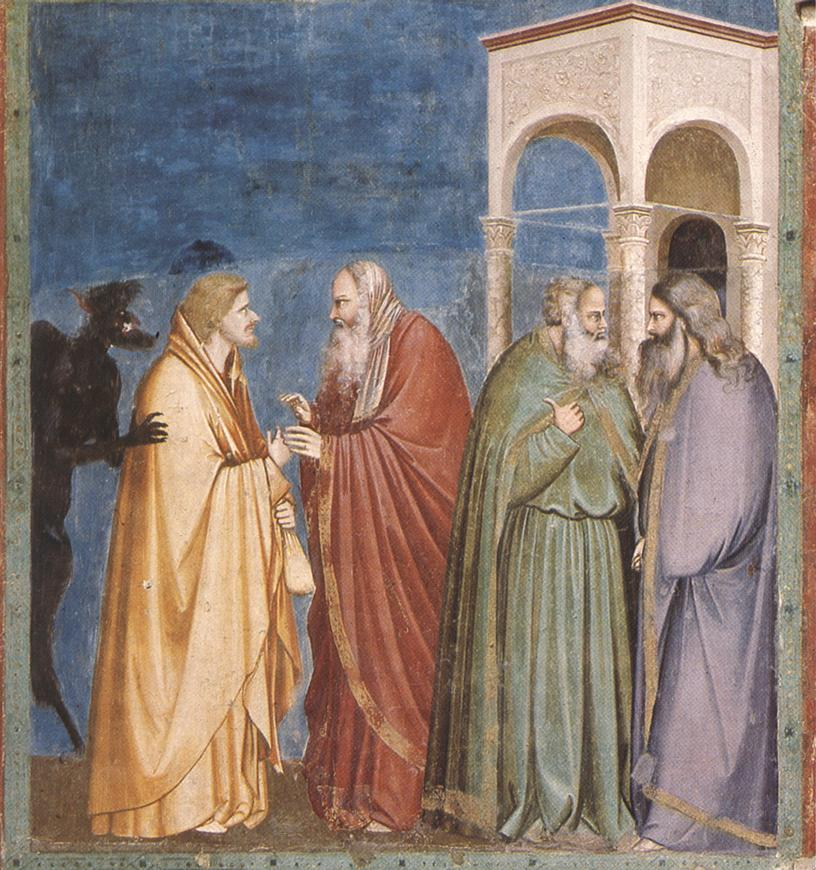
Giotto, Cappella degli Scrovegni, Giuda riceve il pagamento per il suo tradimento; alla sinistra di Giuda è Satana, che si è impossessato di lui, secondo la versione del Vangelo secondo Luca

Tra i testi canonici Giuda è menzionato nei vangeli sinottici, nel Vangelo secondo Giovanni e all'inizio degli Atti degli Apostoli.
Nel Vangelo secondo Marco è esplicitamente incluso tra i dodici apostoli e indicato come «quello che poi lo tradì». Questa versione è ripresa con precisione dagli altri due vangeli sinottici, Matteo ( Mt 10,4, su laparola.net.) e Luca ( Lc 6,16, su laparola.net.). Assieme all'episodio dell'arresto di Gesù e della morte di Giuda, questi sono gli unici riferimenti a Giuda nei sinottici.
Nel Vangelo secondo Giovanni invece ci sono diversi riferimenti a Giuda. Gesù in particolare definisce Giuda «un diavolo», cioè "un bugiardo", riferendosi al suo futuro tradimento (6:70).
Gli eventi relativi alla figura di Giuda narrati nel Nuovo Testamento non sono considerati storici da molti studiosi, anche cristiani, stante anche le differenti tradizioni che si intrecciano nei resoconti; infatti, si osservano - oltre a quelle riportate nella sezione sottostante in merito alla sua morte - una serie di discrepanze; ad esempio, per il Vangelo secondo Giovanni, Satana sarebbe "entrato" in Giuda durante l'ultima cena, mentre invece, secondo Luca, qualche giorno prima della stessa cena. Anche riguardo al modo in cui Giuda fu identificato come il traditore vi sono delle divergenze: per i vangeli sinottici, Giuda viene riconosciuto perché intinge la mano nel piatto insieme a Gesù, mentre invece, secondo Giovanni, perché Gesù intinge un boccone e glielo porge; infine, in merito al momento di tale riconoscimento, secondo Marco e Matteo questo avviene prima che Gesù istituisca l'Eucaristia, a differenza del Vangelo secondo Luca che lo pone successivamente a questa istituzione. Lo storico e teologo cristiano Rudolf Bultmann evidenzia, inoltre, il carattere leggendario della rivelazione del traditore da parte di Gesù durante l'ultima cena, dopo le preoccupate richieste dei discepoli, sottolineando anche come stranamente nessuno dei presenti reagisca a queste sue parole.

### Arresto di Gesù

#### Vangelo secondo Marco
Nel Vangelo secondo Marco è narrato che i sommi sacerdoti volevano arrestare Gesù, ma temevano che se l'avessero fatto durante la festa, la gente si sarebbe rivoltata (14,1-2). Mentre Gesù era a Betania, una donna versò dell'olio profumato sul capo di Gesù, tra lo scandalo di alcuni apostoli (14,3-9); a seguito di questo episodio:
Alla fine dell'episodio della preghiera nell'orto di Getsemani, Gesù dice ai suoi discepoli che colui che lo tradisce è vicino e subito avviene l'arresto di Gesù:

#### Vangelo secondo Matteo

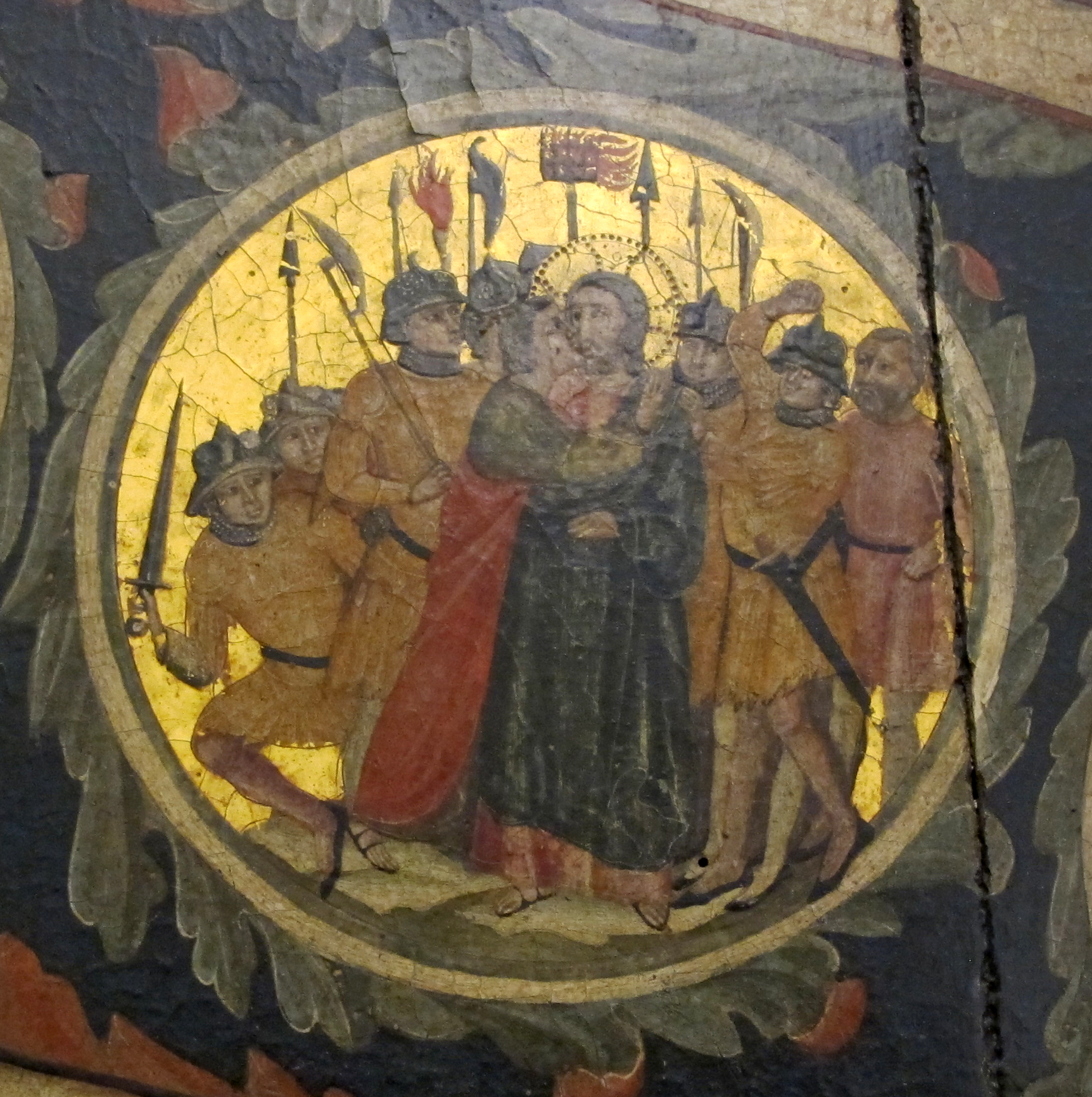
Pacino di Bonaguida, Albero della vita, 1310-15, convento di Monticelli, Bacio di Giuda

Anche nel Vangelo secondo Matteo si narra della congiura contro Gesù da parte dei sommi sacerdoti e degli anziani del popolo, e del loro timore che l'arresto avrebbe causato tumulti.
Dopo l'episodio della donna che versa l'olio prezioso sul capo di Gesù, l'evangelista riporta il tradimento di Giuda, precisando il prezzo del tradimento:
L'evangelista inserisce Giuda anche all'interno della narrazione dell'Ultima cena. Messosi a tavola con i dodici discepoli, Gesù afferma:
Come nella narrazione marciana, segue l'episodio dell'orto dei Getsemani, al termine del quale avviene l'arresto di Gesù, da parte di una folla capeggiata da Giuda:

#### Vangelo secondo Luca

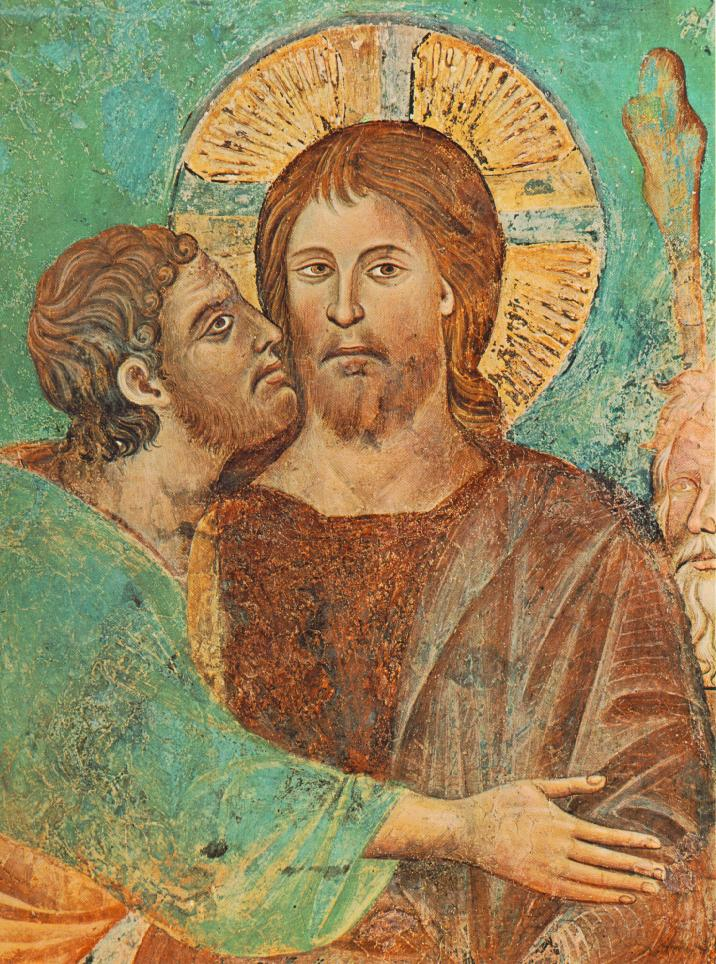
Il bacio di Giuda di Cimabue. Giuda bacia Gesù e così facendo lo indica alla folla armata, secondo la versione dell'arresto di Gesù riportata dai vangeli sinottici.

Anche il Vangelo secondo Luca riprende l'impianto dei due precedenti (dai quali deriva, come suggeriscono moderne teorie di critica biblica come l'ipotesi delle due fonti). Anche qui sono i sommi sacerdoti e gli scribi che cercano il modo di togliere di mezzo Gesù, «poiché temevano il popolo».
Nella narrazione lucana non c'è riferimento all'episodio di Betania, con la donna che versa olio prezioso sul capo di Gesù, come ragione del tradimento di Giuda. L'evangelista propone una lettura che trascenda da un evento materiale: fu Satana a entrare in Giuda, prima che questi si recasse dai sommi sacerdoti a tradire Gesù:
Durante l'Ultima cena, Gesù fa un riferimento al tradimento, ma in termini differenti dalla narrazione di Matteo e senza nominare esplicitamente Giuda:
Dopo l'orazione nel Getsemani, Gesù viene arrestato. La versione in Luca è simile alle altre due:

#### Vangelo secondo Giovanni
Anche in Giovanni è dettoː

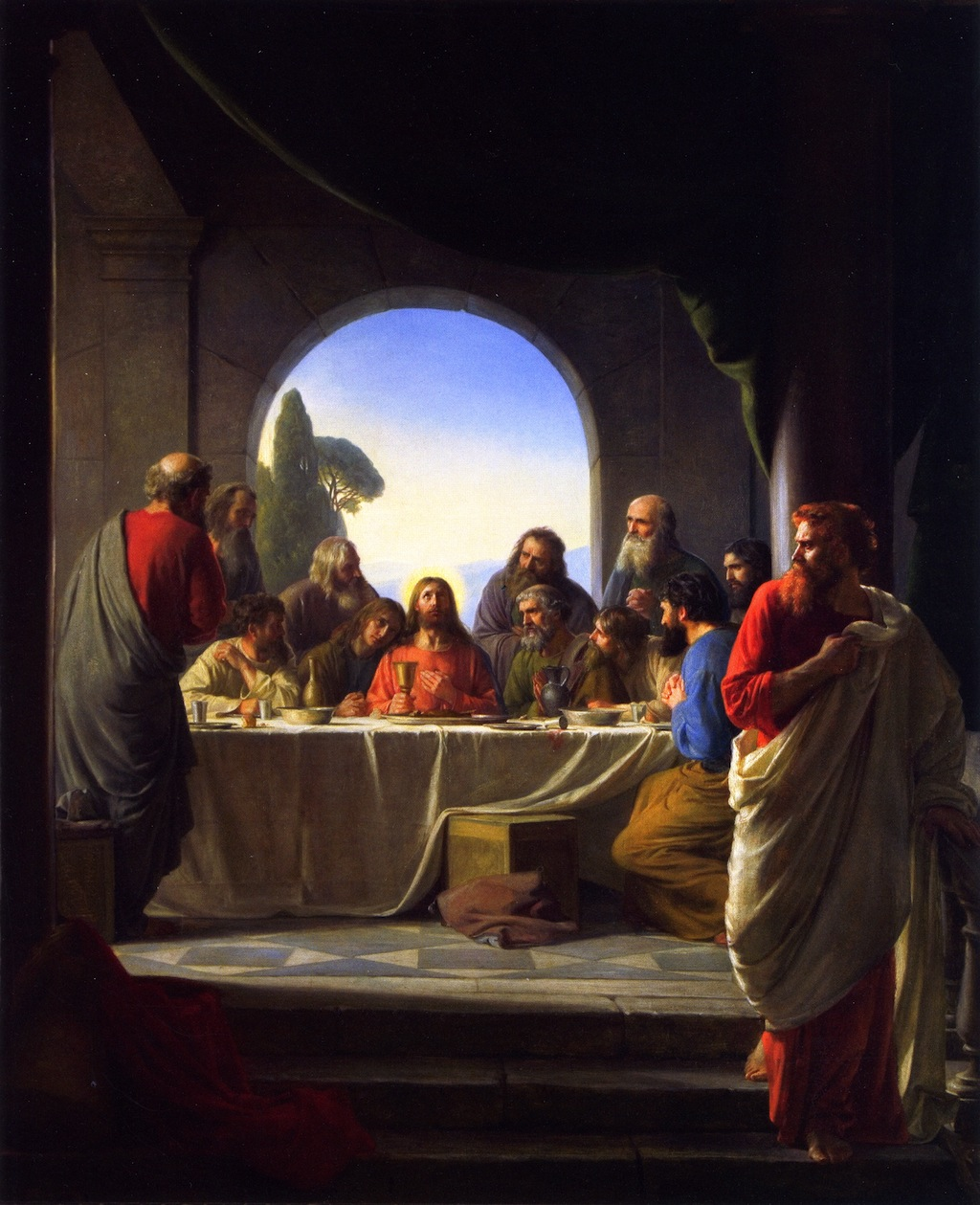
Carl Bloch, L'ultima cena (fine del XIX secolo). Giuda si allontana dalla mensa dove Gesù celebra l'ultima cena; si tratta di un episodio narrato dal solo Vangelo secondo Giovanni.

Anche il quarto vangelo contiene un riferimento a Satana come istigatore di Giuda («già il diavolo aveva messo in cuore a Giuda Iscariota, figlio di Simone, di tradirlo» 13,2b). Durante la cena, Gesù indica esplicitamente Giuda come il traditore e gli dice di fare presto ciò che deve fare; Giuda si allontana:
L'ultimo riferimento a Giuda nel quarto vangelo è presente nell'episodio dell'arresto, in cui Giuda arriva a capo di una coorte di soldati e non bacia Gesù, che invece si fa avanti da solo:
La descrizione del Vangelo secondo Giovanni appare, però, storicamente inverosimile: per trarre in arresto un predicatore non violento, accompagnato da uno sparuto gruppo di seguaci in un ritiro notturno di preghiera, è molto improbabile che il governatore Ponzio Pilato, l'unico titolato a far muovere tale contingente, inviasse un'intera coorte - composta da 600 legionari, comandata da un tribuno e corrispondente all'intera guarnigione romana stanziata permanentemente in Gerusalemme - oltretutto anche con l'aiuto delle guardie fornite dai sommi sacerdoti e dai farisei. 
Secondo alcuni, il problema è una traduzione impropria che arriva a compromettere la storicità del testo originale: la stessa parola greca σπε ρα (speira) ricorre due volte, e in greco classico e ellenistico significa: corda, fune, spira, cesto per il pugilato (Teocrito), coorte ma anche manipolo, composto da 60-80 soldati, dieci volte di meno (Rocci fa equivalere al latino manipulus: manipolo, che ha una estensione di significato anche per un gruppo non armato: "congrega, banda"); la versione Diodati (1649) traduce con l'italiano "schiera". 
La parola greca può indicare una precisa unità dell'esercito che ha una dimensione nota oppure un generico gruppo armato di persone anche eterogeneo (soldati, sacerdoti, ecc): si verifica l'estensione di significato presente in varie lingue moderne come nell'italiano "schiera", o come anche in numerose altre traduzioni in inglese dello stesso passo
Questa interpretazione non è comunque condivisa da altri studiosi - anche cristiani, come gli esegeti curatori del cattolico "Nuovo Grande Commentario Biblico" e lo storico John Dominic Crossan, ex sacerdote cattolico e tra i cofondatori del Jesus Seminar - che rilevano come Giovanni precisi che tale coorte era comandata da un tribuno, ovvero un alto ufficiale dell'esercito romano, al contrario del manipolo che era invece comandato da un centurione, ufficiale di rango inferiore. Secondo tali esegeti, questa aggiunta di Giovanni non è storica ma può essere un errore di trasmissione delle fonti giovannee oppure può sottolineare la volontà dell'evangelista di dimostrare come Gesù avesse pieno controllo della situazione, appositamente esagerata, creatasi intorno a lui.

### Morte di Giuda
La morte di Giuda è riportata nel Nuovo Testamento da Matteo e Luca (Atti). Le due versioni sono differenti e in contrasto tra loro: secondo molti teologi cristiani, gli autori forniscono una lettura teologica dell'evento, piuttosto che un resoconto storico dettagliato, anche se altri, come Giuseppe Ricciotti (1890-1964), conciliano le due narrazioni attribuendole a due momenti differenti, l'impiccagione con rottura del ramo o della corda e conseguente caduta mortale.

Comunque, le versioni della morte di Giuda, impiccandosi o squarciandosi, messe in relazione ai relativi e inconciliabili due resoconti sull'acquisto del Campo di Sangue (terreno comprato dai sacerdoti con i trenta denari del tradimento datigli da Giuda subito prima di impiccarsi, secondo Matteo, mentre invece comprato da Giuda stesso e con gli stessi trenta denari, prima di morire, secondo gli Atti) e con i diversi motivi della denominazione "Campo di Sangue" (perché acquistato al "prezzo di sangue", secondo Matteo, mentre invece perché Giuda vi si squarciò, secondo gli Atti), evidenziano come gli autori dei due libri abbiano elaborato le tradizioni pervenutegli, in merito a tali avvenimenti, in modi che non è possibile armonizzare tra loro. Anche gli esegeti cristiani notano come tali differenti tradizioni popolari abbiano sottolineato una morte ignominiosa, anche se non storica, per il traditore. 
Il teologo e sacerdote cattolico Raymond Brown sottolinea, inoltre, come "queste due versioni non possono essere armonizzate; conseguentemente non possono essere entrambe storiche" e, "per quanto possa essere deludente, a nessuno dei differenti resoconti sulla morte [di Giuda] può essere attribuita una qualche verità storica".

### Albero di Giuda
Non è dato sapere se l'albero presso il quale si impiccò Giuda era dentro il cosiddetto "Campo di sangue" (Akeldamà), o esternamente ad esso. 
Per quanto riguarda la tipologia di albero, la tradizione chiamerebbe "albero di Giuda" il cosiddetto Siliquastro
anche se il nome sarebbe più in riferimento alla regione della Giudea, da dove originerebbe e da presso la quale si diffuse in tutto il Bacino del Mediterraneo. Grazie anche alla sua zona di origine e alla fioritura intensa, approssimativamente in tempo di Pasqua, antiche leggende, legate al primo Cristianesimo, nacquero per spiegare simbolicamente la Passione di Gesù. Il repentino apparire dei fiori di un intenso colore lilla-violaceo sulla nuda corteccia, ancor prima delle foglie, rappresenterebbe l'episodio dove, sotto questo albero, lo stesso Iscariota avrebbe dato il famoso "bacio" traditore a Gesù e, più tardi, tormentato dal rimorso, vi si impiccò. La forte diffusione di questa credenza popolare, pare inoltre suggerire che il siliquastro avesse comunque un particolare significato passionale presso molti culti precristiani europei.

Tuttavia, per lo stesso motivo, ovvero per le bacche color rosso vivido, lo stesso albero legato alla figura passionale del sangue di Giuda per altre leggende potrebbe essere anche il sambuco mentre, sempre in altre tradizioni popolari, viene proposto anche il fico comune, o anche il fico sicomoro, quest'ultimo appunto diffuso in Palestina, alberi similmente "traditori" come Giuda, poiché i loro rami appaiono robusti ma, in realtà, sono fragili fino a spezzarsi facilmente. Nell'ultimo caso comunque, la simbologia negativa del sicomoro non ebbe seguito, poiché la tradizione biblica ne attribuiva sempre significati positivi, legati alla vita e ai suoi frutti.

#### Vangelo secondo Matteo

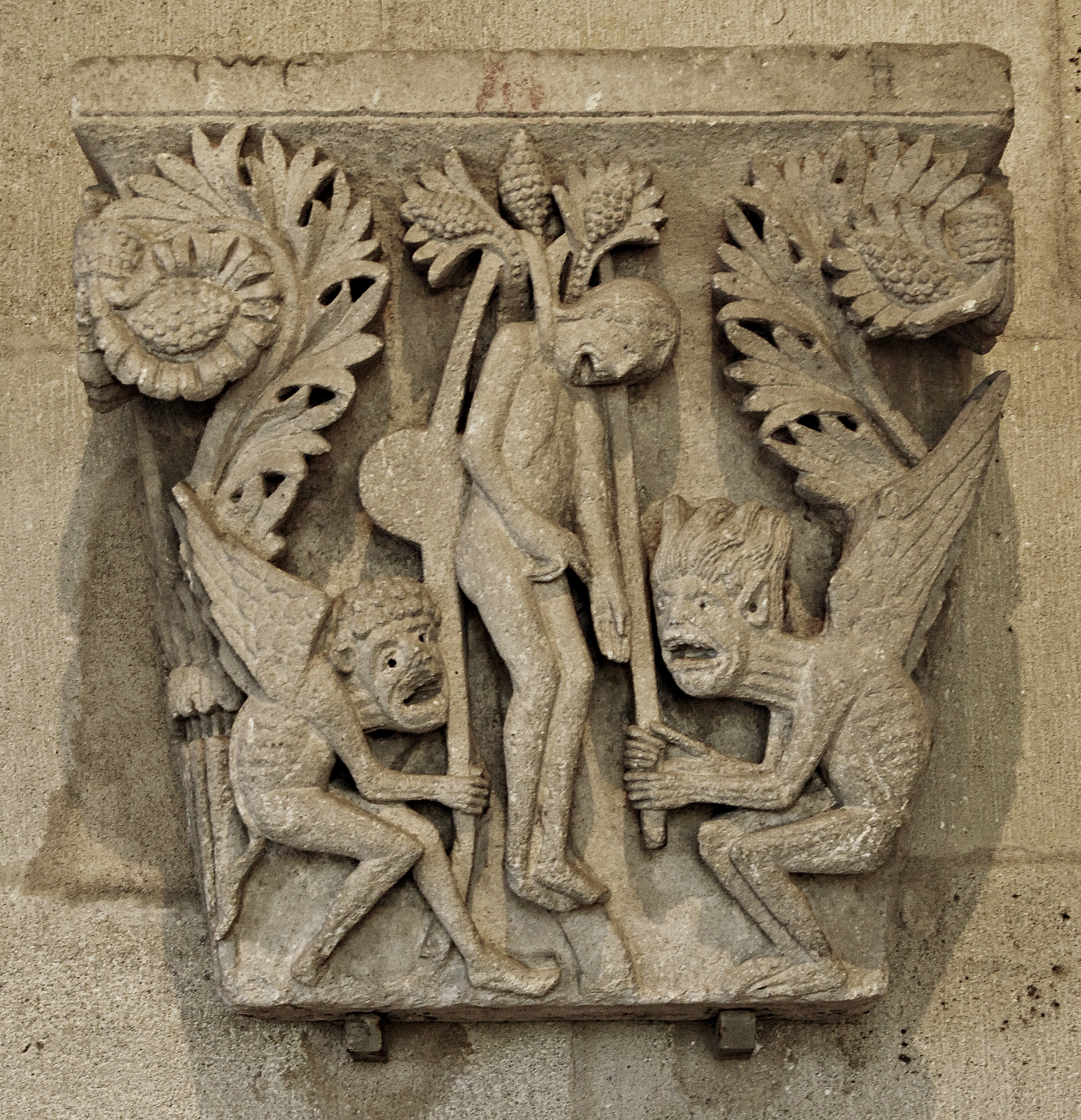
Rappresentazione medioevale di Giuda impiccato assediato dai demoni (Autun, cattedrale). L'impiccagione di Giuda è ripresa dal racconto della sua morte inserito nel Vangelo secondo Matteo.

Il solo Matteo narra, all'interno degli eventi del processo di Gesù, che venuto a conoscenza della condanna di Gesù, Giuda si pentì del proprio tradimento, gettò via il denaro ricevuto e andò a uccidersi.
Nella narrazione del Vangelo secondo Matteo, la morte di Giuda è messa in relazione con una profezia di Geremia. Il riferimento a tale profezia è, però, erroneo in quanto questa è del tutto assente nel libro di Geremia:
Le monete, abbandonate nel tempio, vennero utilizzate dai sommi sacerdoti per comprare il cosiddetto «Campo del vasaio» (in ebraico Akeldamà), riservato alla sepoltura degli stranieri. L'evangelista sottolinea che ciò avvenne come per adempimento di una profezia di Geremia; in realtà la profezia è contenuta nel libro di Zaccaria: «Essi allora pesarono trenta sicli d'argento come mia paga. Ma il Signore mi disse: "Getta nel tesoro questa bella somma, con cui sono stato da loro valutato!". Io presi i trenta sicli d'argento e li gettai nel tesoro della casa del Signore.». (11:12b-13). 
In merito alla discrepanza su chi fosse il vero autore di tale profezia (Mt27,9-10), molte ipotesi sono state fatte dagli studiosi, pur non essendo stato raggiunto un risultato condiviso: che un copista aggiunse il nome di Geremia al testo matteiano, il quale invece non riportava in origine alcun nome; che fu lo stesso Matteo a confondersi attribuendo a Geremia un passaggio di Zaccaria; che Matteo stava citando uno scritto di Geremia che andò poi perso; che il brano era di Geremia ma fu rimosso dagli Ebrei; che Matteo riporti una combinazione di scritti di Zaccaria e Geremia, attribuendoli però solo a quest'ultimo.

#### Atti degli Apostoli
Negli Atti degli Apostoli è data un'altra versione della morte di Giuda. Nel primo capitolo è infatti riferita la storia narrata da Pietro apostolo dinanzi a un centinaio di seguaci, poco tempo dopo la risurrezione di Gesù. L'occasione è l'estrazione a sorte necessaria per decidere il sostituto di Giuda nel gruppo dei Dodici:
Secondo la versione di Pietro tramandata da Atti, Giuda non gettò via il denaro avuto per il suo tradimento, ma ci comprò il campo poi noto come Akeldamà, lo stesso che nella versione riportata dal Vangelo secondo Matteo era stato acquistato dai sacerdoti. Pietro non parla esplicitamente di impiccagione.
A seguito dell'estrazione, il posto di Giuda fu preso da Mattia.

## Eventi narrati in altre fonti

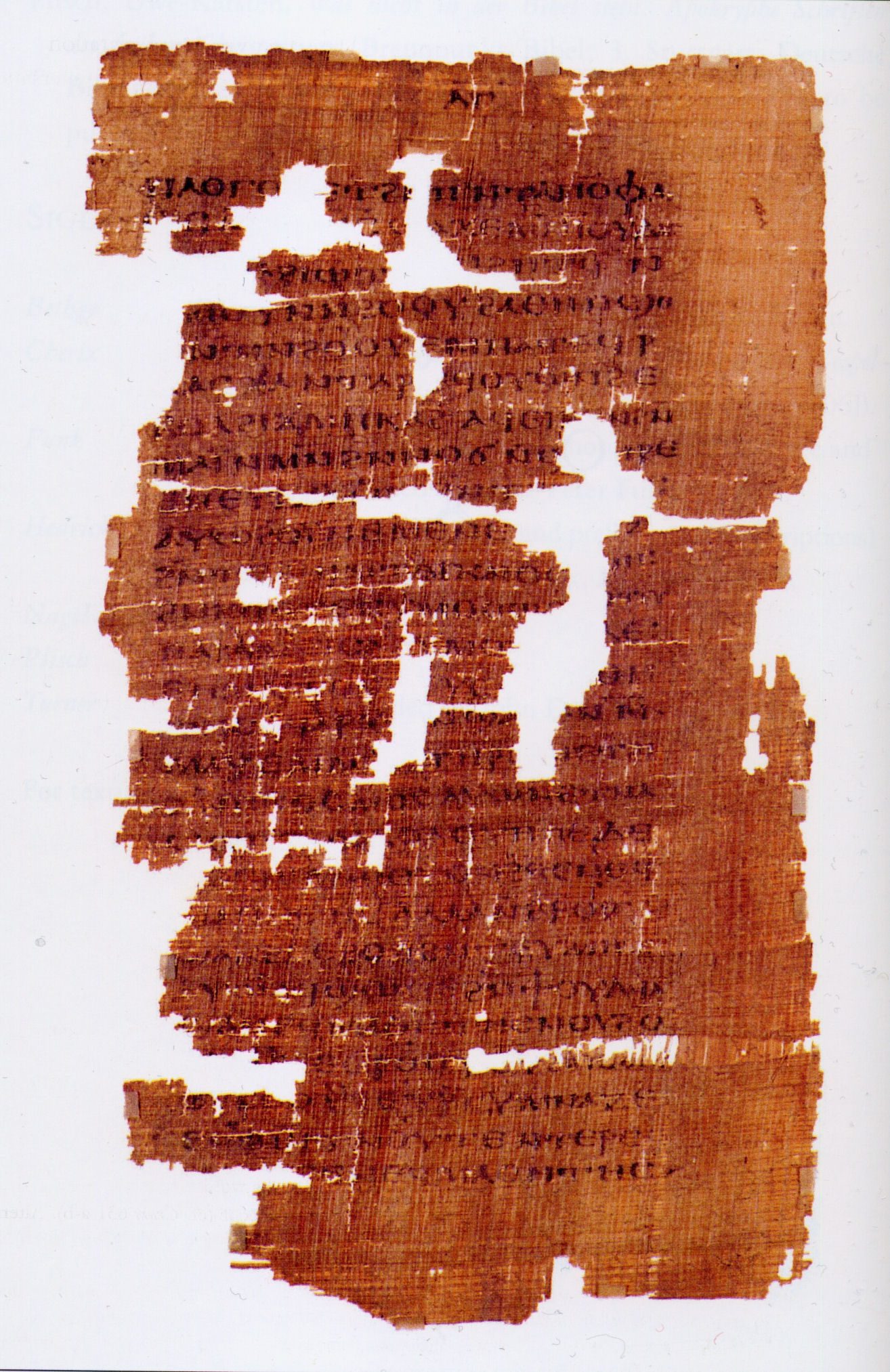
Prima pagina del Vangelo di Giuda, dal Codex Tchacos

Giuda Iscariota è il protagonista del Vangelo di Giuda, un vangelo in lingua greca datato tra il 130 e il 170, avente una spiccata impronta gnostica. In questa opera, «il tradimento dell'apostolo è dipinto come un atto di obbedienza» e poiché «il sacrificio del corpo carnale di Gesù è la chiave della redenzione» in effetti «Giuda nel testo si profila come un eroe, che finisce per essere invidiato ed addirittura maledetto». In questo vangelo, Giuda muore lapidato dagli altri apostoli.
Lo scrittore cristiano Papia di Ierapoli, attivo all'inizio del II secolo, narra che Giuda, dopo il tradimento, andò in giro vagabondando, con il corpo così gonfio da non poter passare lì dove un carro poteva passare con facilità; e morì travolto da un carro, con le viscere che uscirono dal suo corpo.
Nel IV secolo, il vescovo persiano Afraate narrò che Giuda si era legato una pietra al collo e si era gettato nel mare, morendo.
Nell'apocrifo Vangelo di Barnaba, un testo attribuito a Barnaba, si narra che fu Giuda, e non Gesù, a essere processato e crocifisso. Anche questo testo riprende la tradizione giovannea secondo la quale Giuda era il depositario delle elemosine ricevute, e come tale Gesù si rivolge a lui per avere una moneta nell'episodio del "Date a Cesare...", ma che rubava una parte del denaro affidatogli; anche il riferimento al tradimento di Giuda durante l'ultima cena e il suo ruolo giocato nell'episodio dell'olio profumato sono ripresi dal quarto vangelo dall'autore del Vangelo di Barnaba. La narrazione diverge da quella canonica quando Giuda guida le guardie nell'arresto di Gesù: Dio manda i suoi arcangeli a nascondere Gesù, e muta le sembianze del traditore in modo che siano uguali a quelle del ricercato, tanto che le guardie lo catturano e lo portano dinanzi al tribunale.
Diversamente, nella narrazione dei Vangeli, Gesù risponde la celebre frase "Date a Cesare..", quando è interrogato dagli informatori inviati da farisei, scribi e sommi sacerdoti del sinedrio: nessun nome viene fornito, né riferimento ad apostoli, discepoli o traditori. 

Il lancio della moneta (Matteo 22, Marco 12, Luca 20, manca in Giovanni) precede di alcuni capitoli la narrazione dei trenta denari di Giuda e la decisione di tradire (Matteo 26, Marco 14:10, Luca 22:3-6, Giovanni 13:2,30).

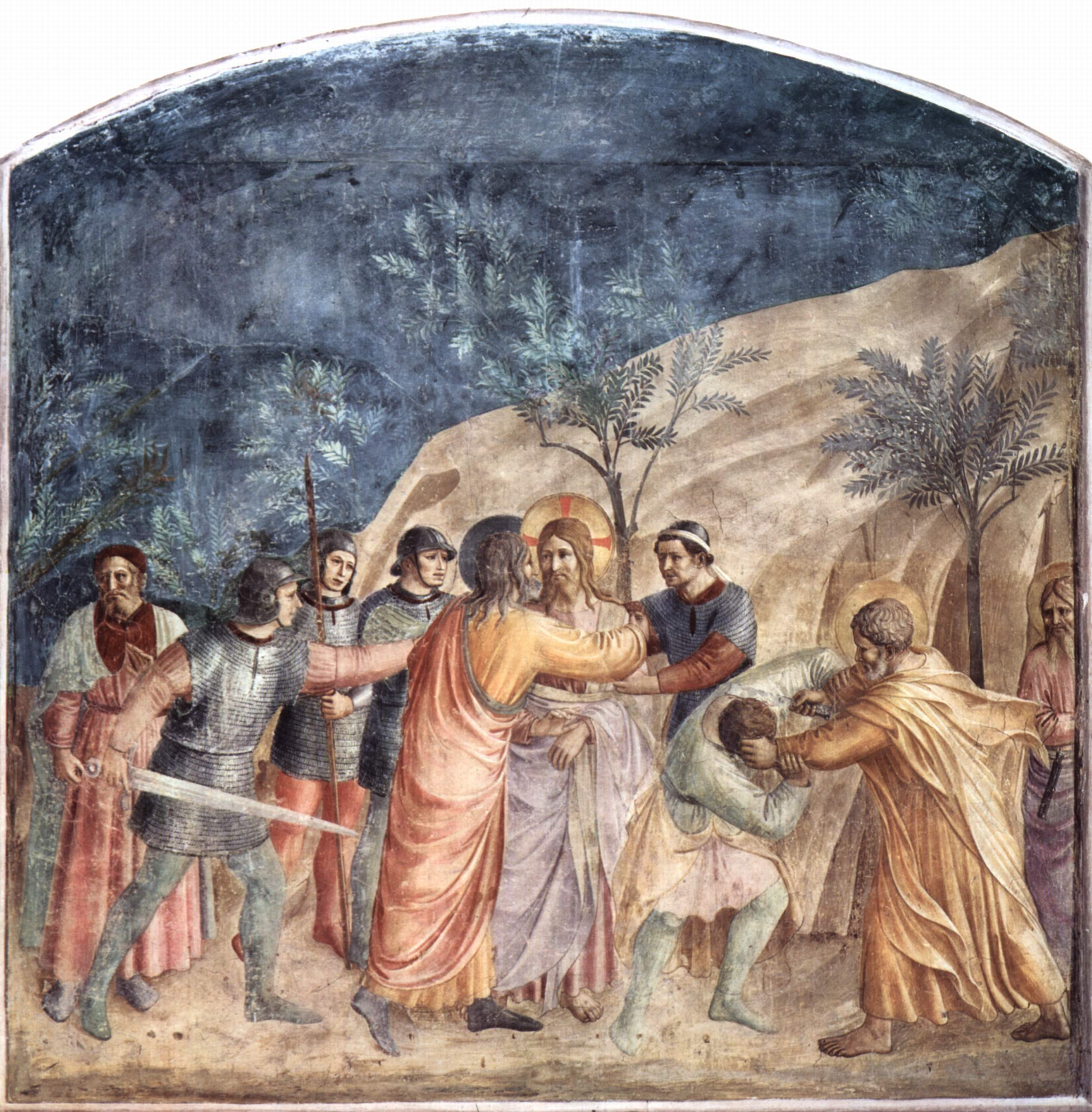
Il bacio di Giuda del Beato Angelico

## Interpretazioni moderne

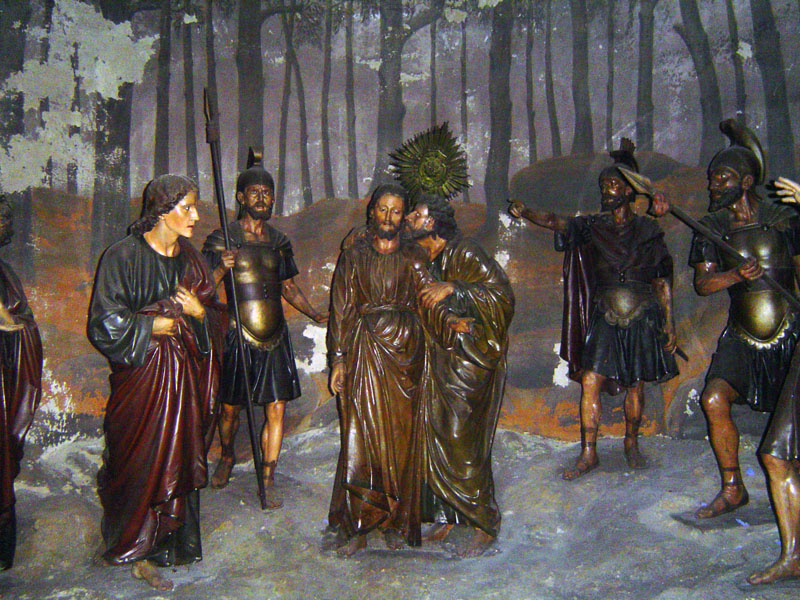
Il bacio di Giuda, Bom Jesus di Braga (XVII secolo)

La maggior parte dei cristiani moderni, siano essi laici, facenti parte del clero o teologi, considerano ancora Giuda come un traditore, tanto che il termine giuda è entrato nel linguaggio comune come sinonimo di traditore. Tuttavia, alcuni studiosi hanno abbracciato una teoria alternativa secondo cui Giuda sarebbe stato solamente il negoziatore di un prestabilito scambio di prigionieri (susseguente alla rivolta dei cambiavalute) che consegnò Gesù alle autorità romane di comune accordo, e il successivo ritratto di Giuda come traditore sarebbe una alterazione storica. Nel suo libro Il complotto di Pasqua, il teologo britannico Hugh J. Schonfield sostiene che la crocifissione di Cristo è stato un auto-complotto, mirato al riavverarsi della profezia biblica, e che Giuda agì di concerto con Gesù, il quale consentì al discepolo di consegnare il suo maestro alle autorità.
L'ipotesi di Schonfield - che trova anche riscontro nell'apocrifo Vangelo di Giuda - riconosce nelle note azioni di Giuda l'avverarsi della profezia, senza ammettere che le profezie si siano realmente avverate nella storia. Questa interpretazione divenne molto conosciuta al pubblico dal controverso film L'ultima tentazione di Cristo di Martin Scorsese. Nel film Dracula's Legacy - Il fascino del male, si suggerisce che Dracula fosse Giuda Iscariota.
Nel film di Norman Jewison Jesus Christ Superstar (1973), tratto dal musical di Andrew Lloyd Webber e Tim Rice, l'apostolo traditore - interpretato dal cantante afroamericano, Carl Anderson - si mostra dapprima confuso dall'amicizia fra Gesù e Maria Maddalena e poi preoccupato dalla commozione generale che il Maestro sta creando a Gerusalemme. Si disse che il film gettava una luce favorevole su Giuda, il più saggio e moralista dei personaggi che tra l'altro nella scena precedente la crocifissione torna dal paradiso (dove era evidentemente salito in seguito al suicidio di poche ore prima...) e chiede a Gesù di spiegargli il perché del suo comportamento da superstar. Ma la scena più controversa è quella dell'ultima cena: quando Gesù dice agli apostoli (brilli) che qualcuno di loro sta per andare a tradirlo, Giuda gli risponde: "Sei tu a volere che lo faccia. Meriteresti che restassi qui a rovinare le tue ambizioni".
Perfino lo sceneggiato Gesù di Nazareth (1977) di Franco Zeffirelli, realizzato con la consulenza di un monsignore e di un reverendo, ridimensionò notevolmente la malvagità presunta dell'apostolo. Giuda (interpretato da Ian McShane) si presenta al Maestro come erudito (traduce testi latini e greci in ebraico e aramaico), lo rappresenta presso gli zeloti (e accoglie per primo il futuro apostolo Simone il Cananeo, dopo la sua decisione di non condividere l'ostilità dei compagni) e desidera che Gesù si metta d'accordo con Caifa e i Farisei; per questo decide di costringerlo ad andare con le guardie del tempio. Ma quando chiede allo scriba Zerah di essere ammesso a quello che credeva un dibattito, ottiene come risposta che ci sarà invece un processo per bestemmia. In aggiunta, Zerah decide solo in quel momento di consegnargli i trenta denari, facendo capire che non erano stati affatto messi in conto. Dapprima sbalordito e incredulo, poi presa coscienza dell'inganno, Giuda non può fare a meno di provare rimorso: benché le sue intenzioni fossero buone, la conseguenza è stata comunque un tradimento. Giuda si impicca all'alba del giorno della crocifissione. La scena termina col particolare dei trenta denari sparsi sull'erba. Dopo la crocifissione, poi, allorché gli apostoli si trovano nascosti nel cenacolo per sfuggire agli arresti (e sono restii a credere a Maria Maddalena che rivela loro che Cristo è risorto), Pietro dice: "Anche noi abbiamo tradito il Maestro".
È stato anche ipotizzato che i sacerdoti, per ottenere l'aiuto di Giuda, potrebbero avergli prospettato la minaccia di un arresto di Gesù da parte dei Romani e la possibilità di evitarlo se il Sinedrio avesse potuto interrogare preventivamente Gesù.
In una omelia pronunciata il giovedì santo del 1958, don Primo Mazzolari, pur senza discostarsi dalla tradizionale versione della Chiesa cattolica, propone un'interessante riflessione sulla figura dell'apostolo, appellato "Giuda, fratello nostro".
Studiosi moderni hanno invece tentato di cogliere anche nell'atto del suicidio la ricerca di ripristinare la propria fedeltà nei confronti del maestro, pagando persino con la propria vita questa sua ricerca di perdono. Secondo Andrea Tornielli all'origine di questo gesto estremo non ci fu tanto il tradimento di Gesù, quanto piuttosto il ritenere che il Maestro non l'avrebbe perdonato, al contrario di quanto fece Pietro dopo il triplice rinnegamento. C'è addirittura chi riesce a considerare sotto una luce positiva il suicidio, come fa per esempio l'avvocato parigino Remy Bijaoui ritenendo che il suicidio di Giuda fosse non una negazione della misericordia divina, bensì un atto di speranza e di fede nel perdono.
Anna Katharina Emmerick, le cui rivelazioni ispirarono Mel Gibson nel suo La Passione di Cristo svela in una delle sue visioni: "Giuda giunse in una zona fangosa piena di immondizie e, in questo lurido luogo, Satana la fece finita con lui sussurrandogli: Lo stanno conducendo a morte perché tu l'hai venduto! Miserabile, come potrai sopravvivere?. Spinto dall'estrema disperazione, il traditore prese la cintura e si impiccò a un albero. Subito dopo il suo corpo crepò e io vidi le sue viscere spargersi per terra". Secondo la santa tedesca il traditore è dunque inevitabilmente dannato.
Un’ulteriore testimonianza importante sulla sorte eterna di Giuda Iscariota viene fornita anche da un’altra grande mistica: Santa Caterina da Siena. 
A questo proposito a Santa Caterina fu rivelato da Dio Padre: 
 (s. Caterina da Siena, Dialogo della Divina Provvidenza, c. 37).
Nella Redenzione che Gesù ha offerto all’umanità intera con il sacrificio della Croce era incluso anche il perdono per il peccato di Giuda. Ma Giuda questo perdono l’ha rifiutato preferendo ad esso la disperazione e il suicidio.
Giuda rimane colui che viene chiamato “il figlio della perdizione” (Gv 17,12).
Papa Benedetto XVI, nel corso dell'udienza generale di mercoledì 18 ottobre 2006, cerca di delineare la figura di Giuda Iscariota: colui che è sempre nominato per ultimo nelle liste dei Dodici Apostoli.
Il Romano Pontefice definisce la "sorte eterna" dell'apostolo traditore, "un mistero" sconosciuto al giudizio dell'uomo in considerazione del fatto che Giuda "si pentì e riportò le trenta monete d'argento ai sommi sacerdoti e agli anziani, dicendo: «Ho peccato, perché ho tradito sangue innocente»" (Mt 27,3-4).
Anche se il suo pentimento è degenerato in disperazione e così è divenuto autodistruzione (suicidio), spetta solo a Dio, nella sua Infinita Misericordia, misurare il suo gesto.
Sempre Papa Benedetto XVI, nel corso dell'Angelus del 26 agosto 2012, rintraccia i prodromi del tradimento di Giuda nella volontà di Gesù di non mettersi a capo di alcuna rivolta armata contro i Romani, (proponendo un'inedita immagine di un Giuda che diventa traditore in quanto politicamente tradito dal suo Maestro) allineando di fatto l'apostolo al gruppo politico-religioso degli Zeloti. "Giuda", ha affermato il pontefice, " voleva un Messia vincente, che guidasse una rivolta contro i Romani, ma Gesù aveva deluso queste aspettative. Così, sentendosi tradito da Gesù, Giuda decise che a sua volta lo avrebbe tradito". Gesù, consapevole di questo, tuttavia, non fece nulla per allontanare da sé il futuro traditore, che quindi rimase con il Maestro "non per fede, ma con il segreto proposito di vendicarsi". Una variante di quest'interpretazione è che Giuda, consegnando Gesù ai sacerdoti, voleva metterlo con le spalle al muro costringendolo a rivelarsi come messia, cosa che non avvenne e che provocò il suo rimorso. La Chiesa Cattolica, comunque, non considera dannato Giuda per il tradimento (Pietro ha rinnegato il maestro, quindi tradito, tre volte, ma ha chiesto perdono), bensì per il suicidio (conclusione della sua vita sicura) che non gli ha concesso di sperare, ciò delinea quanto poco avesse ascoltato il Maestro quando parlava di perdono e misericordia. Negli istituti cattolici di Scienze Religiose c'è chi insegna che Giuda aveva comunque il libero arbitrio, come tutti gli uomini, quindi avrebbe anche potuto non tradire il Messia, e pentendosi di aver tradito Gesù si sarebbe salvato se non avesse commesso peccato di suicidio, impiccandosi.
La difficoltà dell'interpretazione teologica risente particolarmente del fatto che Giuda è unico, e non ci sono "precedenti" nella Bibbia di traditori in cambio di denaro. 

Per quanto riguarda altre forme di infedeltà, la legge divina è della massima severità, lasciando però aperta la via del pentimento e del perdono:
- nei confronti degli adulteri, la legge mosaica è molto severa verso una condotta infedele nel matrimonio, e prevede la massima pena della lapidazione (pericope dell'adultera), così come per chi rinnega la propria madre o padre.

Ugualmente, il Signore Dio e Re degli Eserciti nel primo dei dieci comandamenti impone un culto esclusivo (non avrai altro Dio fuori di me), e punisce con la morte chi pratica l'idolatria (vitello d'oro), o manca di obbedienza ai suoi precetti.
Infine, le parole di Giovanni gettano una luce completamente diversa sul particolare del Giuda che ruba ai poveri.
Giovanni sviluppa il concetto di agape come: 
- amare il prossimo in Dio,
- e amare Dio nel prossimo,

un altro modo di esprimere i due comandamenti dell'amore insegnati da Gesù:
(1Gv 4:20)
(Matteo 25:41-46)
Rubare denaro dalle elemosine impedisce di dare ai bisognosi il cibo e l'ospitalità necessari: in sé è identico ad un "no diretto" alla domanda di aiuto dei poveri, fino a lasciarli morire: secondo le parole di Gesù, questo comportamento non è solo un tradire per denaro il prossimo e la sua vita, ma anche un tradire Cristo stesso e la sua vita. Rubando ai poveri il necessario per vivere, Giuda si presenta con lo stesso peccato, che poi ripeterà nei confronti del suo Maestro per trenta denari.

## Etimologia di "Giuda Iscariota"

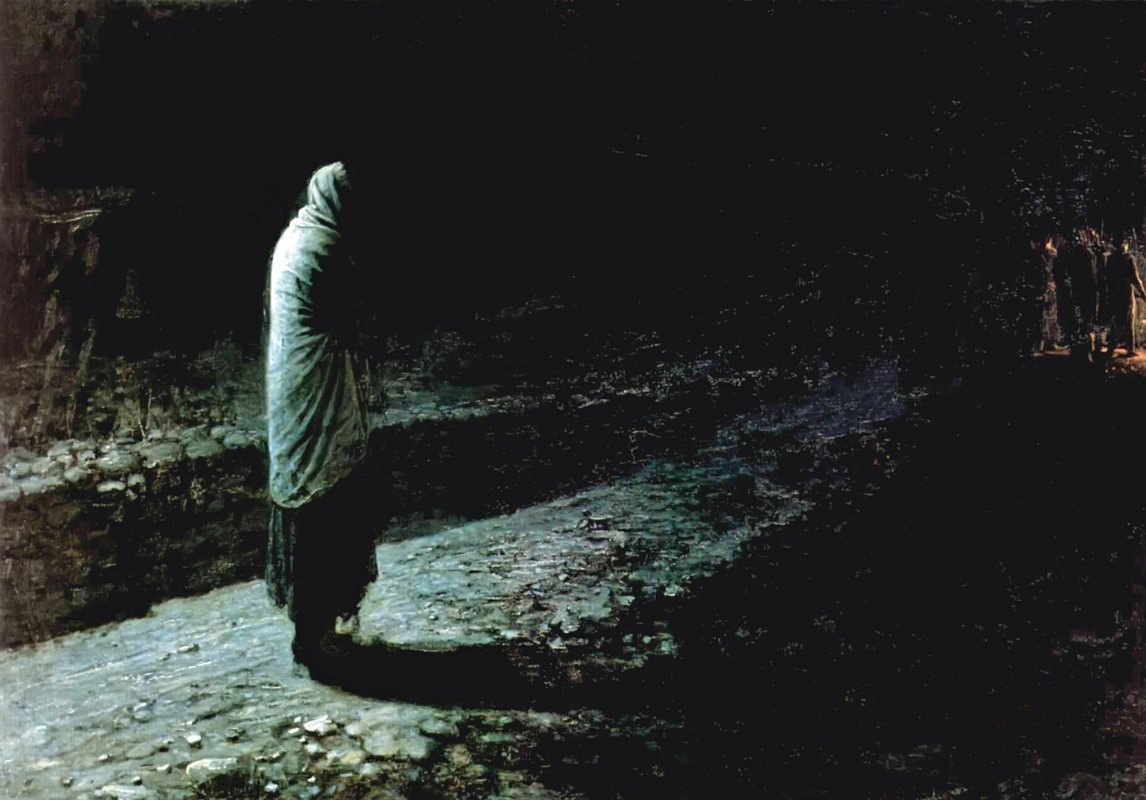
Conscious, Judas di Nikolaj Ge, (1891)

In greco, nel Nuovo Testamento, Giuda Iscariota è chiamato Ἰούδας Ἰσκαριώθ (Ioúdas Iskariṓth) e Ἰσκαριώτης (Iskariṓtēs).
"Judas" è la forma greca del nome comune Giuda (יהודה, Yehûdâh, in ebraico "lodato"). Cosa significhi "Iscariota" non è chiaro, a parte il suffisso greco "-otes", che è simile all'italiano "-iano" o "'-iota". Tuttavia nessun territorio di nome "Iscaria" è mai esistito.
Un possibile luogo di nascita è Keriot-Chezron, menzionato solo nel libro di Giosuè (15, 25): era una delle città poste all'estremità della tribù dei figli di Giuda, verso il confine di Edom, nel Neghev. Keriot non è comunque ricordato in nessun altro testo biblico.
Ci sono due ipotesi principali sul significato di questo nome, ciascuna delle quali deve soddisfare alcune aspettative per essere credibile: una etimologia deriva "Iscariota" dall'ebraico איש־קריות, Îš–Qrîyôth, cioè "uomo di Kerioth", la città (o più probabilmente l'insieme di città) di Kerioth, in Giudea, in nessun altro modo collegata a nessun evento o personaggio nel Nuovo Testamento, né menzionata in alcun documento del periodo. Poiché l'aramaico era la lingua del tempo, e tutti gli altri personaggi biblici hanno cognomi e soprannomi aramaici, questo nome ebraico-giudaico avrebbe marcato Giuda come diverso rispetto agli altri discepoli della Galilea.
Nella seconda, "Iscariota" sarebbe la traduzione dall'ebraico di Ekariot (greco: sikarios; latino: sicarius) che significa sicario. L'epiteto sarebbe risultato comprensibile per le tre maggiori lingue parlate a Gerusalemme in quell'epoca: ebraico, greco e latino. La parola si ricollega anche all'ebraico ish-karja', che significa "uomo della falsità", traditore.
Durante la dominazione romana della Palestina, il soprannome di Ekariots veniva dato agli zeloti più oltranzisti i quali eseguivano azioni di terrorismo anche in forma isolata.
(Giuseppe Flavio, Guerra Giudaica II- 12)
Al tempo di Gesù, anche a seguito della dominazione straniera in atto per opera dell'Impero Romano, la maggior parte di coloro che attendevano il Messia supponeva che si sarebbe trattato di una personalità in grado di restituire l'autonomia politica agli Ebrei e di restaurare il Regno di Israele. La fede in un Messia-Liberatore era propria, probabilmente, di tutte le principali correnti spirituali giudaiche, sebbene con differenti implicazioni e sfumature. Gli Zeloti ritenevano che occorresse in ogni modo favorire le circostanze dell'avvento del Messia, anche con il ricorso alla violenza. Il gesto di Giuda, può essere allora visto come un metodo per indurre Gesù a scatenare la rivolta contro i romani.
I termini che indicano i combattenti messianisti sono:
- in ebraico: Qanana e Bariona,
- in greco: Zelotes e Lestes,
- in latino: Sicarii, Latrones e Galilaei (Sicari, Ladroni e Galilei).

È possibile che la voce latina sia stata tradotta in aramaico in un termine simile a "Iscariota".
Per certo sappiamo che su alcuni manoscritti antichi anche a questo apostolo si affianca l'appellativo Zelotes (vedi S.G.F. Brandon, Gesù e gli Zeloti, Rizzoli Editore, 1983, Milano e vedi anche Novum Testamentum Graece et latine, E. Nestle, Stuttgart, 1957, in cui l'apostolo è definito Ιονόας ζελοτες).

Giuda, assieme a Simone Zelota, è il secondo apostolo da annoverare nella cerchia dei messianisti. Inoltre, prova della familiarità con l'uso delle armi nella cerchia degli apostoli, di seguito sono riportate alcune citazioni:
Gv18,10
Lc22,35-38
Infine "Iscariota" potrebbe anche derivare dall'aramaico sheqarya'  o shiqrai, che indica una persona che froda; "un falso" può essere tradotto come ishqaraya. Un'altra ipotesi fa derivare il termine da sakar, cioè colui che consegna.
A causa del suo ruolo nel tradimento di Gesù, il nome di Giuda, che fu molto comune al tempo in cui visse, ha quasi interamente perso il suo uso di nome proprio presso i cristiani, mentre è ancora utilizzato in Ebraico (Yehuda) ed esiste il nome Jude, che ha la stessa etimologia.

## Giuda nei testi sacri ortodossi
Negli inni del Mercoledì santo degli ortodossi (il mercoledì prima di Pasqua), Giuda è messo in contrasto con la prostituta che ha unto Gesù con dei profumi costosi e ha lavato i suoi piedi con le proprie lacrime. Secondo i Vangeli Giuda protestò a questa apparente stravaganza, insinuando che il denaro speso per il costoso profumo poteva essere dato ai poveri, sebbene fosse in realtà seccato di non poterli intascare di nascosto. Dopo di ciò Giuda si recò dai Capi del Sinedrio e offrì di tradire Gesù per denaro. L'inno del Mercoledì santo pone le due figure a contrasto, incoraggiando i fedeli a non seguire l'esempio del falso discepolo e a seguire l'esempio di pentimento della prostituta. Il mercoledì è tradizionalmente un giorno di astinenza da carne, latticini, vino e olio di oliva in memoria del tradimento di Giuda. Le preghiere per prepararsi a ricevere l'Eucaristia menzionano il tradimento di Giuda: Non rivelerò i tuoi misteri ai tuoi nemici, né, come Giuda, ti tradirò con un bacio, ma testimonierò la mia fede in te come il Buon Ladrone.

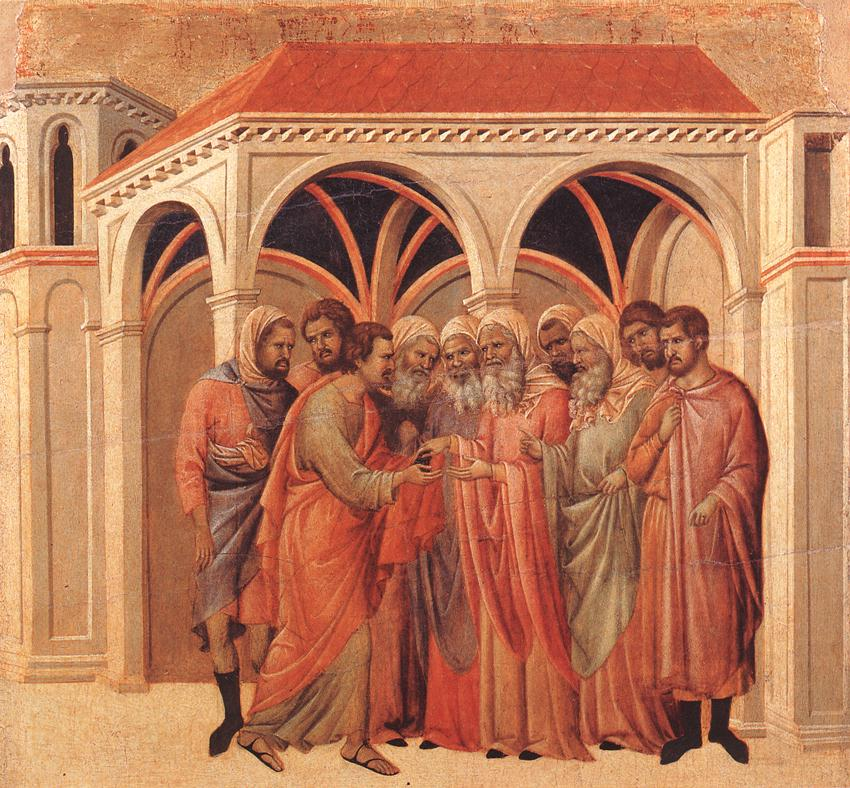
Duccio di Buoninsegna, Patto di Giuda, retro della Maestà, 1308-1311, Siena, Museo dell'Opera del Duomo.

## Interpretazioni nell'arte e nella letteratura

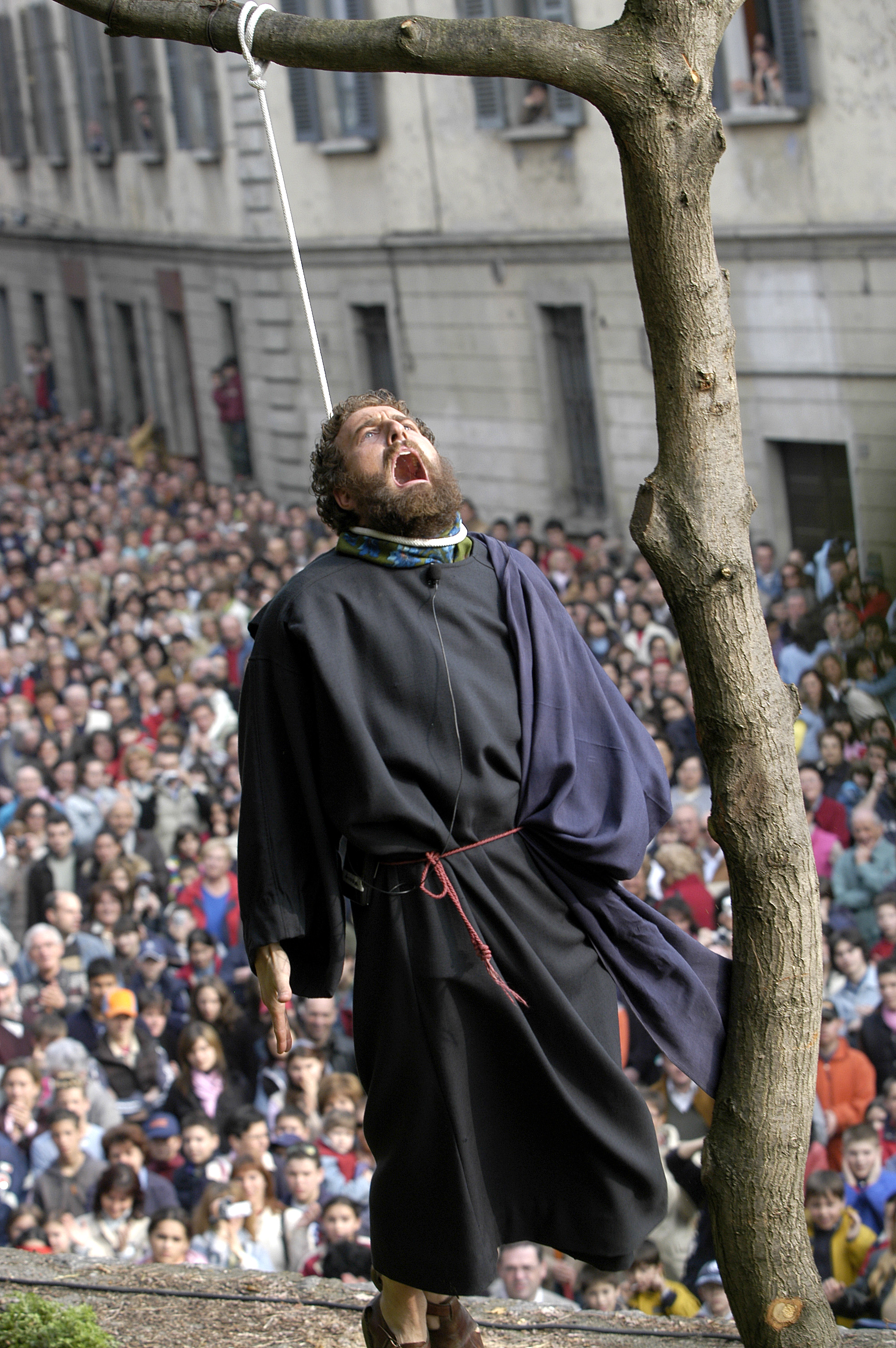
"Giuda", Venerdì Santo a Romagnano Sesia

Nella cultura occidentale, Giuda è diventato l'archetipo del traditore, con alcuni ruoli in quasi tutte le letterature che raccontano la storia della Passione di Cristo. Nella Divina Commedia di Dante Alighieri, è condannato al più basso cerchio dell'Inferno (canto XXXIV), la zona dei traditori dei benefattori (che dal suo nome viene battezzata Giudecca), dove è una delle tre anime dannate che vengono masticate per l'eternità da Lucifero. Gli altri due sono Bruto e Cassio, traditori di Giulio Cesare che rappresenta la Maestà Terrena. Mentre questi due subiscono la masticatura delle gambe e del basso ventre, Giuda, che ha tradito la Maestà Divina, è infilato al contrario, cioè per la testa, nelle fauci del diavolo, e agita all'esterno solo le gambe: "Quell'anima là sù c'ha maggior pena", / disse 'l maestro, "è Giuda Scarïotto, / che 'l capo ha dentro e fuor le gambe mena" (vv. 61-63).
Ne Il Riscatto di Adamo nella morte di Gesù Cristo (popolarmente detto il Mortorio, 1750) di Filippo Orioles Giuda, inseguito dalla Speranza, dal Pentimento, dal Perdono e dalla Fede, mentre s'impicca in preda al rimorso, prega la terra di aprirsi e così accade, sprofondando nell'Inferno.

### Nella cultura contemporanea

#### Letteratura
Altri autori hanno dato all'apostolo un'immagine diversa, attribuendogli un valore positivo. È il protagonista del discusso romanzo Memorie di Giuda (1870) di Ferdinando Petruccelli della Gattina, in cui viene raffigurato come un rivoluzionario intento a liberare gli Ebrei dai Romani.
Le Tre versioni di Giuda di Jorge Luis Borges danno alcune interpretazioni alternative della storia di Giuda e una di esse conclude che Giuda è il vero salvatore dell'umanità, in quanto essenziale per il sacrificio salvifico di Gesù Cristo.
Ne Il maestro e Margherita di Michail Bulgakov, l'intera storia di Cristo è rappresentata in maniera diversa. Per quanto riguarda Giuda, Bulgakov presenta una parodia del traditore di Cristo, come se la Gerusalemme del I secolo fosse la Mosca degli anni venti-trenta. Ponzio Pilato, parlando di Giuda con il capo dei suoi servizi segreti, commenta: «Mi aspetto che tu faccia del tuo meglio per aiutarlo». Dopo l'uccisione di Giuda («Un peccato, capisco che hai fatto del tuo meglio...»), Pilato si chiede retoricamente «può essersi ucciso?», cominciando il racconto biblico del suo suicidio.
Nel romanzo L'ultima tentazione di Nikos Kazantzakis è Gesù che chiede a Giuda di tradirlo.
Nel romanzo La gloria di Giuseppe Berto (1978) la figura di Giuda è vista come quella di uno strumento di Dio perché si realizzi la storia della salvezza.
Nel romanzo fantastico Lo stagno di fuoco (2005), vengono riportate tra le altre, le avventure di Giuda, fuggito dall'inferno in seguito all'Apocalisse.
Nel 2007 lo scrittore Jeffrey Archer, aiutato dal professor Francis J. Moloney, dottore in teologia, ha scritto Il Vangelo secondo Giuda, una personale versione immaginaria degli eventi della passione di Cristo visti dal punto di vista di Giuda. Il libro non ha nulla a che vedere, in ogni caso, con i contenuti del Vangelo di Giuda.
Nel romanzo di Amos Oz (2014) Giuda, lo scrittore israeliano, per bocca del protagonista del suo romanzo, uno studente alle prese con la tesi di dottorato sullo stesso Giuda, spiega come questi fosse, a differenza degli altri discepoli, istruito (per questa ragione fungeva da tesoriere del piccolo gruppo) e di famiglia benestante. Egli dunque non avrebbe avuto alcun bisogno di tradire il maestro per denaro, anche in considerazione del fatto che trenta denari non fosse una cifra importante. Altresì la scena del bacio non avrebbe alcun senso: Gesù era ben noto alle guardie romane, così come ai membri del Sinedrio, avendo egli pubblicamente predicato, perfino nel tempio, ed essendo dunque ben noto il suo aspetto. Giuda dunque avrebbe convinto Gesù a presentarsi a Gerusalemme, poiché riteneva fosse tempo per quest'ultimo di rivelarsi in tutta la sua natura divina. Giuda è dunque tra gli apostoli colui che nutriva maggiore fede nella figura del Nazareno come Messia. Una volta appurata la sofferenza fisica, lo strazio emotivo e la morte effettiva di Gesù nel corso dei giorni compresi fra il Seder del giovedì e la fine dello Shabbat (sabato sera), Giuda, disperato dopo aver compreso di essersi sbagliato, e di aver insistito perché l'amico bevesse il calice della Passione, si toglie la vita.

#### Musica
Nel film musicale Jesus Christ Superstar (1973) Giuda, impersonato dall'attore afroamericano Carl Anderson, viene rappresentato come un uomo che crede e ama Gesù, ma vuole un'organizzazione di carità duratura più che un ordine religioso. Ha paura dell'emergenza che una religione incentrata su Gesù causerebbe una reazione dei romani su tutti gli ebrei. Dilaniato dall'amore per Cristo e dalla paura della distruzione imminente, preferisce tradire Gesù.
La canzone di Bob Dylan With God on Our Side (1964) contiene alcuni versi riferiti a Giuda.
Il famosissimo gruppo trash metal Metallica ha composto la canzone "The Judas Kiss".
Il gruppo heavy metal Judas Priest prende il nome da Giuda.
La power metal band Stratovarius compose il pezzo "The Kiss of Judas".
La compilation di brani B-side degli Smashing Pumpkins è chiamata in suo onore Pisces Iscariot.
Nell'album di Rick Wakeman Criminal Record il brano conclusivo è una suite di oltre 12 minuti intitolata Judas Iscariot.
Gli Squallor, nel loro disco del 1984 Uccelli d'Italia e nel film omonimo, hanno incluso il segmento "Al traditore" che parodia nel loro consueto stile goliardico la figura di Giuda, qui soprannominato "Scariota Giuda", titolare del ristorante che dà il titolo al brano, mentre discute con il "moltiplicatore di pesci" Gesù. Nella versione cinematografica, Giuda e Gesù sono interpretati rispettivamente da Alfredo Cerruti e Daniele Pace.
Antonello Venditti ha scritto una canzone, Giuda appunto, in cui dall'inferno parla a Gesù.
Anche Roberto Vecchioni nell'album Il re non si diverte ha inserito una canzone intitolata Giuda in cui descrive il tradimento come un atto di estrema fedeltà, pari al sacrificio di Gesù stesso in quanto necessario per la redenzione dell'umanità. Il ritornello, rivolto idealmente a Gesù, recita infatti "il primo a uccidersi per farti re / è proprio quello che non salverai".
Nella canzone del singolo Judas di Lady Gaga (2011) si possono trovare diverse interpretazioni: una più immediata che vede la cantante ricoprire il ruolo di Maria Maddalena, che segue il prototipo della donna che preferisce il "bello e maledetto" (Giuda) al "virtuoso" (Gesù), pur riconoscendo i difetti del primo e i pregi del secondo; la seconda vede invece Giuda come la parte di noi che riteniamo ingiustamente maligna, riallacciandosi quindi alla teoria gnostica che vedrebbe Giuda come un salvatore più che un traditore.
La band del wrestler Chris Jericho, i Fozzy, ha composto una canzone intitolata, appunto, Judas.
Jovanotti, nelle canzoni Penelope e Fuori due contenute nel doppio album Buon sangue-Extra F.U.N.K., canta ...e Giuda non si è mai capito bene / se quel bacio fu un tradimento o la più grande fedeltà....

#### Altro
Nel manga Hellsing, Iscariota è il nome della squadra omicida del Vaticano, conosciuta anche come la Sezione XIII, il Giuda Zelota e il Giuda Assassino. Questo appare dal loro giuramento.
Nel fumetto L'uomo del Sertão, per la collana Un uomo un'avventura, Hugo Pratt presenta la vicenda anche dal punto di vista di uno dei compagni del protagonista: lo tradisce per farlo diventare un martire, un'icona, e nel farlo si richiama alla figura di Giuda, tracciando un parallelo tra sé stesso e quest'ultimo.
Nel fumetto Vampirella il Papa Nero è un vampiro che si scopre essere, oltre al primo vampiro, anche l'Iscariota in persona.
Nel film Il corvo 2, il personaggio di Judah è l'Iscariota perché il protagonista gli dice "Va all'Inferno" e Judah risponde "Ci sono già stato!"
Nel film Dracula's Legacy - Il fascino del male, il personaggio di Dracula è Giuda Iscariota. Questo spiega perché Dracula teme la croce, l'argento e la Bibbia, e perché sia condannato a stare nel mondo in eterno. L'Adamo dei vampiri è interpretato dall'attore scozzese Gerard Butler.
Nel videogioco The Binding of Isaac Giuda è uno dei personaggi giocabili.